# Союз (фильм)
«Союз» (англ. The Union) — художественный фильм режиссёра Джулиана Фарино. В главных ролях в фильме снялись Марк Уолберг и Хэлли Берри. Премьера фильма состоялась на Netflix 16 августа 2024 года.

## Сюжет
Майк Маккенна — строитель из Нью-Джерси, чья жизнь неожиданно меняется, когда его школьная возлюбленная Роксанна Холл возвращается в его жизнь после 25 лет разлуки. Теперь она секретный агент тайной организации, известной как «Союз», и вербует его, изначально против его воли.
Успокоенный Рокс, Майк просыпается несколько часов спустя в Лондоне. Рокс объясняет, как она его туда заманила, и он спешит из роскошного отеля и встречается с ее боссом Томом Бреннаном. Они инструктируют его о миссии с высокими ставками, утверждая, что его скромная личность — идеальное прикрытие.
Союз в смятении после проваленной операции в Триесте, которая привела к гибели нескольких агентов. Отчаянно нуждаясь в новом лице, они обращаются к Майку, «никто», за важной миссией по сбору правительственной разведывательной информации об агентах правоохранительных органов в различных агентствах.
Портфель, содержащий конфиденциальную информацию о лицах, которые служили союзным западным странам, продается с аукциона по самой высокой цене. Опасная операция охватывает всю Европу и включает в себя ряд международных угроз, включая иранских террористов, северокорейских агентов и российских шпионов.
Майк проходит интенсивную подготовку, которая обычно длится шесть месяцев, но сокращается до двух недель. Ему дают другую личность, он проходит психологические тесты, обучается рукопашному бою и меткой стрельбе, и все это время он пытается не отставать от высококвалифицированной Роксаны.
Отправленный Союзом с пятью миллионами, чтобы купить возможность участвовать в аукционе разведданных, Майк тут же попадает в засаду того, кто, по их мнению, является еще одной заинтересованной стороной. Команда едва успевает вытащить его, но устройство доступа к аукциону непоправимо повреждается. Оставшись без денег, Союз решает также сражаться грязно, выслеживая наемников корейцев в надежде заполучить их устройство.
Союз успешно проникает к корейцам, захватывая их устройство. Однако эксперта по коммуникациям Союза обнаруживают и убивают в фургоне. Команда с ужасом наблюдает издалека, как их штаб-квартира повреждается. Вынужденные скрываться, на следующий вечер команда перегруппировывается для аукциона. Том делает ставки деньгами ЦРУ, в то время как Форман работает над отслеживанием местонахождения Куинна, а Рокс и Майк спешат к ней.
Рокс и Майк заставляют Джульет Куинн отвести их к портфелю. У нее дома, как раз перед тем, как они должны уйти с ним, в дверь приходит Ник Фарадей. Предупредив, что они все в серьезной опасности, он убеждает Рокс впустить его. Выясняется, что Ник — один из шести агентов Союза, которые, как полагают, погибли в Триесте. Он утверждает, что Том Бреннан — крот, затем Майк узнает, что Ник был мужем Рокс.
Убежденные встретиться с представителем ЦРУ на мосту на следующий день, Рокс и Майк уезжают вместе с портфелем. В машине он расстроен тем, что она не упомянула Ника, и она настаивает, что их разлучили. Заставив почувствовать, что он прожил маленькую жизнь, Майк объявляет, что с ним покончено, выходя из машины.
Однако Майк остывает и появляется утром на мосту, где они оба извиняются. Ник звонит Рокс, рассказывая, что подставил ее и Бреннана, поскольку он планирует продать разведданные иранцам. Он устал от того, что никогда не получает ни кредита, ни достойной компенсации за работу в The Union. Майк и Рокс сбегают, когда ЦРУ приближается.
Отслеживая Ника до Истрии, Рокс и Майк прерывают сделку с иранцами, которые уходят. Затем Джульетта также уезжает со своими людьми. Майк внезапно появляется на мотоцикле, и Рокс бросает ему портфель. После погони по городу иранцами они наконец снова вместе, когда Ник и Майк вступают в противостояние. Чтобы не рисковать жизнью Рокс, Майк опускает пистолет. Во время последующей погони на машине Рокс останавливается, когда считает, что он умер. Наконец они догоняют Ника на причале, который решает умереть, а не позволить Рокс отвезти его в тюрьму.
В воскресенье, на свадьбе, появляется Рокс. Они кричат друг другу, что они заботятся друг о друге. Когда они собираются улизнуть вместе, появляется Бреннан и приглашает Майка присоединиться к ним для предстоящей миссии.

## В ролях
- Марк Уолберг — Майк
- Хэлли Берри — Роксана
- Дж. К. Симмонс
- Джеки Эрл Хейли
- Адевале Акиннуойе-Агбадже
- Джессика Де Гау
- Элис Ли

## Производство
В мае 2020 года стало известно, что компания Netflix начала работу над фильмом, главную роль в котором исполнит Марк Уолберг. Джо Бартон и Дэвид Гуггенхайм напишут сценарий по рассказу Стивена Левинсона. В марте 2021 года к актёрскому составу присоединилась Хэлли Берри. В мае 2022 года к актёрскому составу присоединились Дж. К. Симмонс, Джеки Эрл Хейли, Адевале Акиннуойе-Агбадже, Джессика Де Гау и Элис Ли.
Съёмки начались в марте 2022 года, съёмки проходили в Лондоне, Нью-Джерси, и Пиране. В мае 2022 года производство вызвало небольшие споры из-за загрязнения воздуха и шума от съёмок в Фицровии.
В сентябре 2022 года съёмки проходили в Триесте.
Премьера фильма состоялась на Netflix на 16 августа 2024 года.